# Ріттана
Ріттана (італ. Rittana, п'єм. Ritan-a) — муніципалітет в Італії, у регіоні П'ємонт,  провінція Кунео.
Ріттана розташована на відстані близько 500 км на північний захід від Рима, 85 км на південь від Турина, 13 км на захід від Кунео.
Населення — 114 осіб (2014).
Щорічний фестиваль відбувається 15 січня; першої неділі травня. Покровитель — San Mauro.

## Демографія
Населення за роками:

Станом на 1 січня 2023 року в муніципалітеті офіційно проживали 3 іноземці з 2 країн, серед них 3 громадяни країн Євросоюзу.

## Сусідні муніципалітети
- Бернеццо
- Гайола
- Монтероссо-Грана
- Роккаспарвера
- Вальграна
- Валлоріате